# Barbula zennoskeanna
Barbula zennoskeanna är en bladmossart som beskrevs av Benito C. Tan 1994. Barbula zennoskeanna ingår i släktet neonmossor, och familjen Pottiaceae. Inga underarter finns listade i Catalogue of Life.